# Мещёра (национальный парк)

Карта национального парка Мещёра

Национальный парк «Мещёра» был создан в 1992 году на территории Владимирской области для сохранения природного комплекса Мещёрской низменности. Национальный парк расположен на юго-западе области. На западе парк граничит с Московской областью. Изначально Национальный парк занимал 118 900 га земель, из них 61 % предоставлены парку, а 39 % отведены под хозяйственную деятельность различным собственникам. В 2016 году к национальному парку «Мещёра» был присоединён национальный парк «Мещерский» площадью 105 000 га, находящийся южнее, на территории Рязанской области.

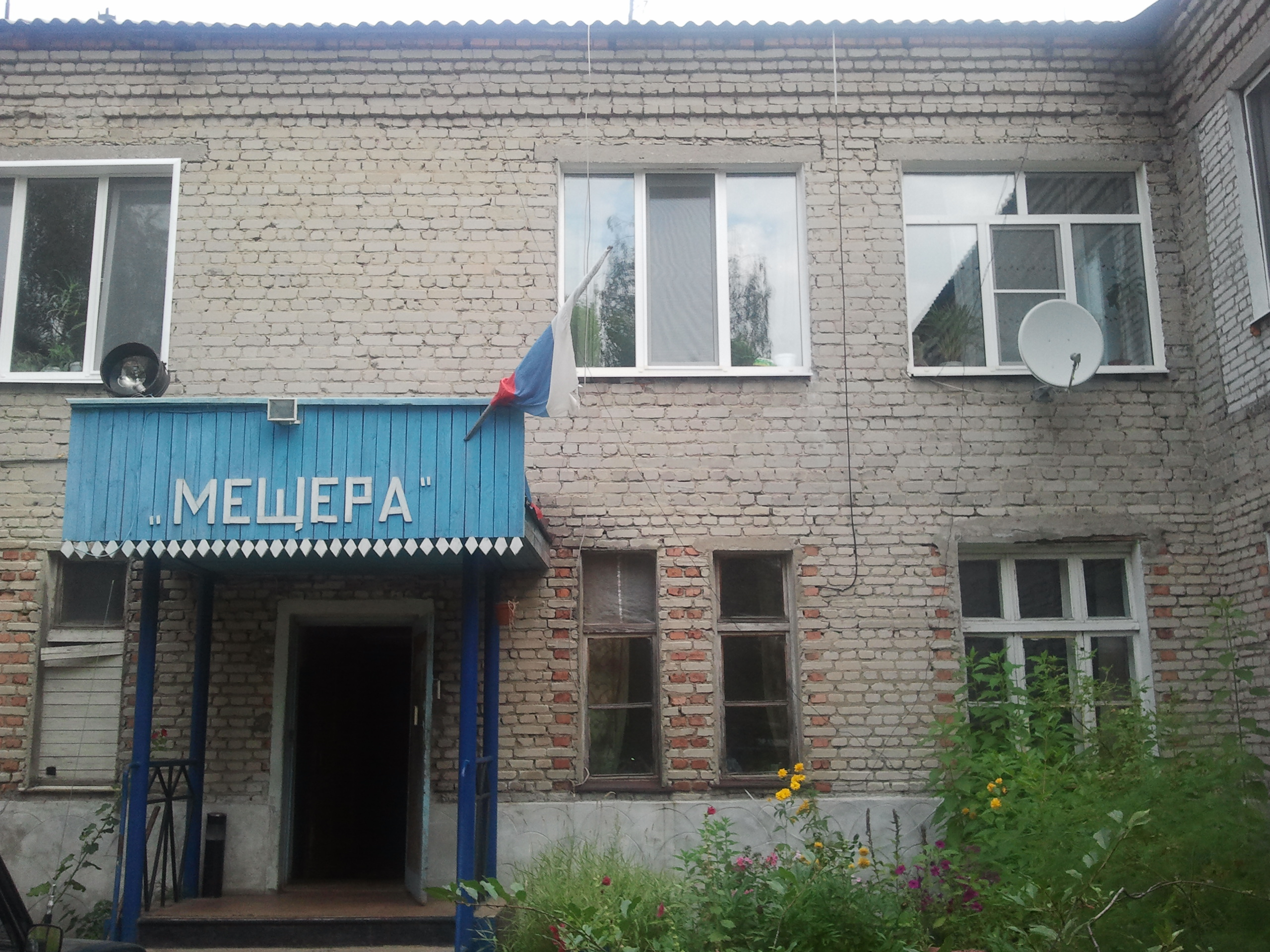
Контора парка в пос. Мезиновский

## Описание территории

### Природная зона
Хвойно-широколиственные леса.

### Рельеф
Сформированный в древности ландшафт парка представляет собой заболоченную, покрытую сосново-берёзовыми лесами равнину. Мещёрская низменность расположена в южной части Московской синеклизы, прогибе кристаллического фундамента Русской платформы, сложенного породами архея и протерозоя. На формирование рельефа Мещёры большое влияние оказало положение в зоне Шиловско-Владимирского прогиба, которому соответствует наиболее пониженная центральная часть Мещёрской низменности, в пределах которой расположен национальный парк «Мещёра». Максимальное колебание рельефа в границах парка составляет 36 м (112—148 м над уровнем моря). Ландшафты национального парка представляют собой типичные природные комплексы полесского типа (моренно-водноледниковые равнины, зандры и др.), среди которых встречаются участки эоловых бугристых песков.

### Климат
Климат парка, в целом, умеренно континентальный, характеризуется хорошо выраженными сезонами. Проникающие с циклонами влажные воздушные массы с Атлантики зимой вызывают ослабление морозов и снегопады, летом — снижение температуры и дожди. Арктические массы вызывают зимой резкое похолодание, а летом сильное прогревание поверхности. Среднегодовая температура в городе Гусь-Хрустальном составляет +3,7 °C, среднегодовое количество осадков 571 мм. Около 70 % осадков приходится на тёплый период (апрель—октябрь). Продолжительность периода с температурой выше +10 °C составляет 130—145 дней. Среднемесячные положительные температуры приходятся на период с апреля по октябрь: заморозки прекращаются в среднем 10—12 мая. Устойчивый снежный покров устанавливается в конце ноября, разрушается в первой декаде апреля. Средняя высота снега 41 см. Количество дней со снеговым покровом 140—145. Средняя температура января −11 °C, минимальная −44 °C. Весной прогревание воздуха идёт довольно быстро, с середины марта начинается снеготаяние, в первых числах мая начинается активная вегетация растений. Летом преобладает западный перенос воздушных масс. Самый тёплый месяц — июль (+18,4 °C), максимальная температура +37 °C. Тёплая погода держится до конца сентября. В октябре начинается значительное похолодание. Заморозки начинаются в двадцатых числах сентября. К началу ноября среднесуточная температура переходит через 0 градусов.

### Водоёмы

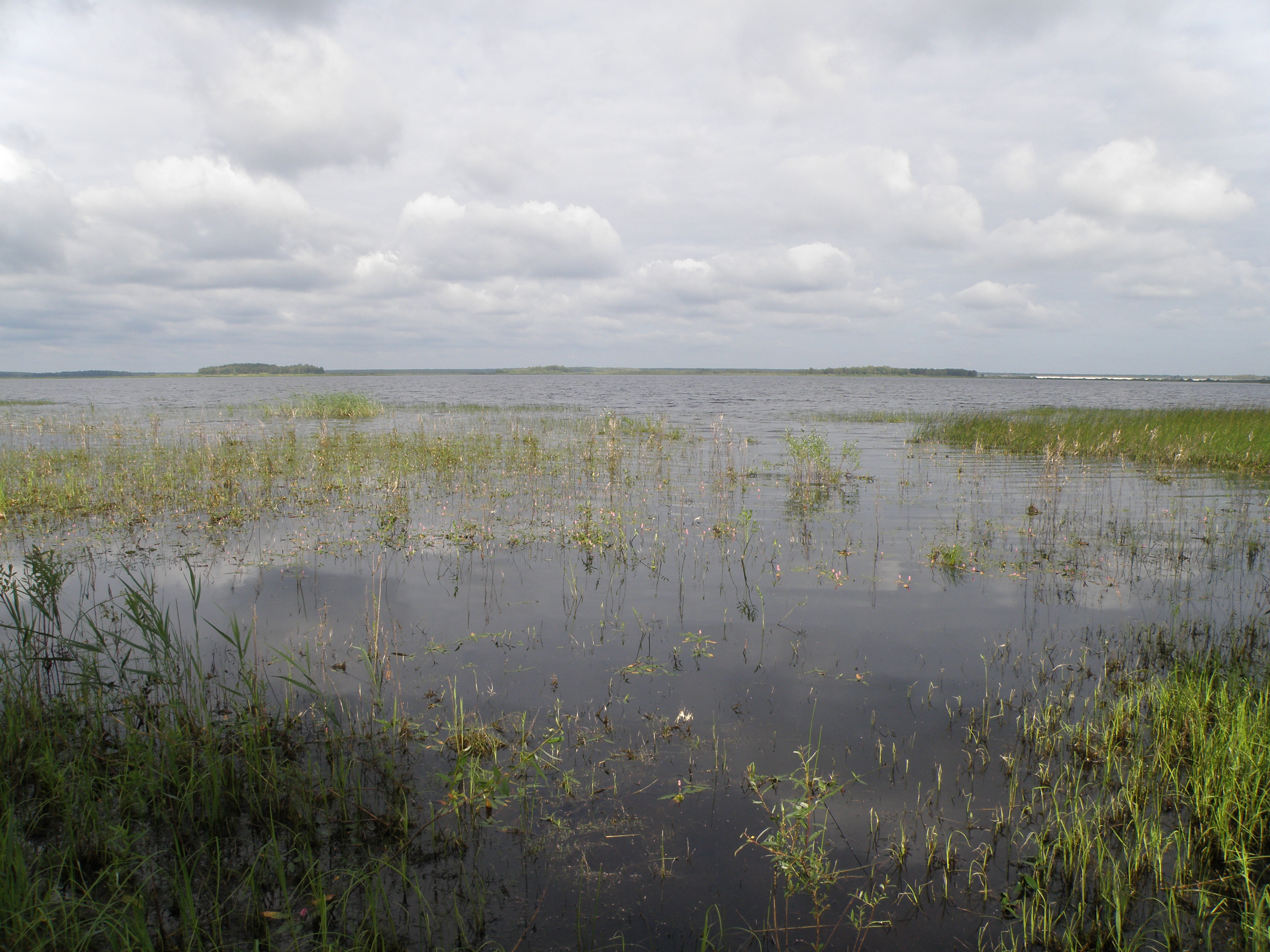
Озеро Святое

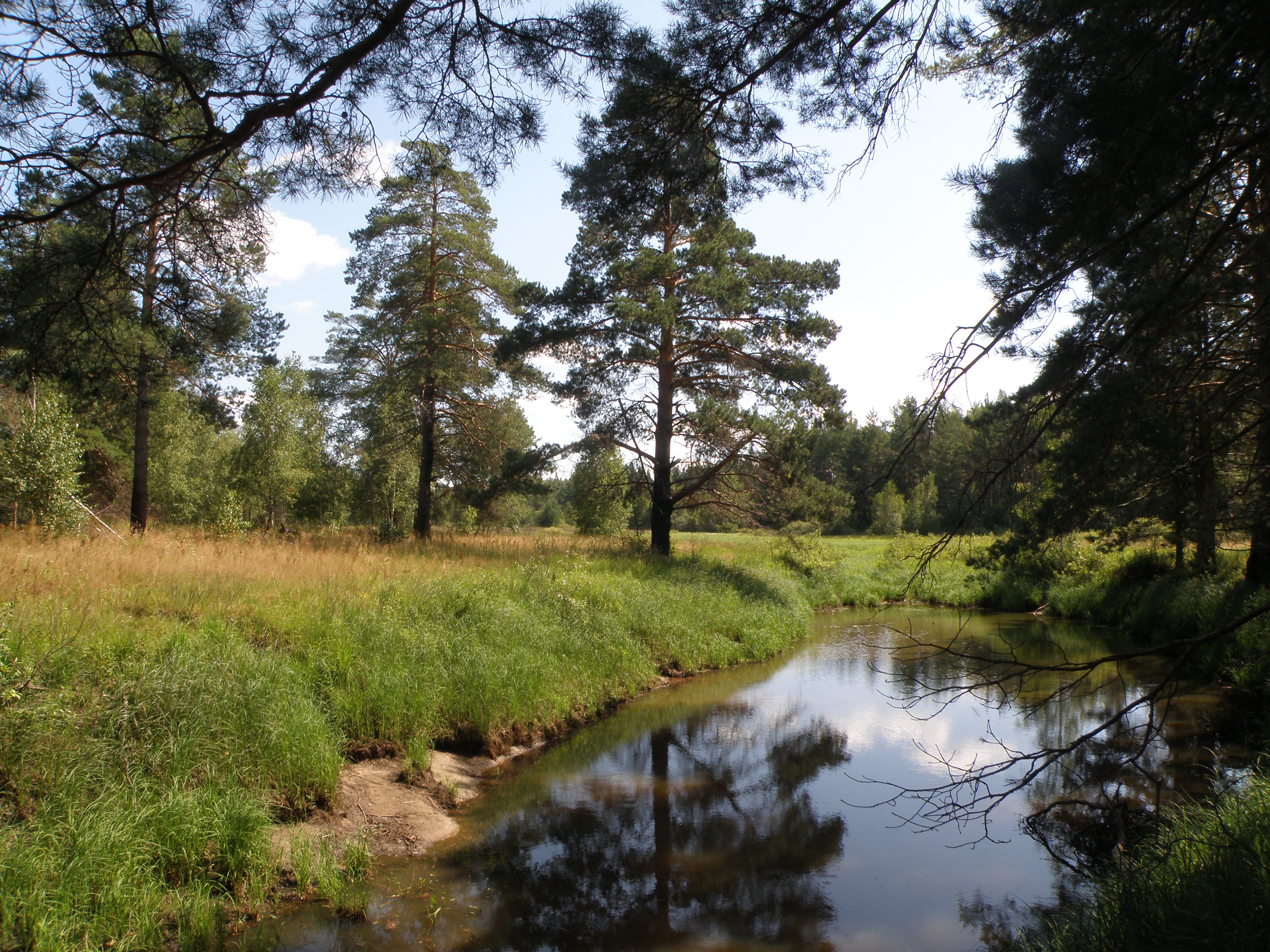
Река Бужа (у с. Тихоново)

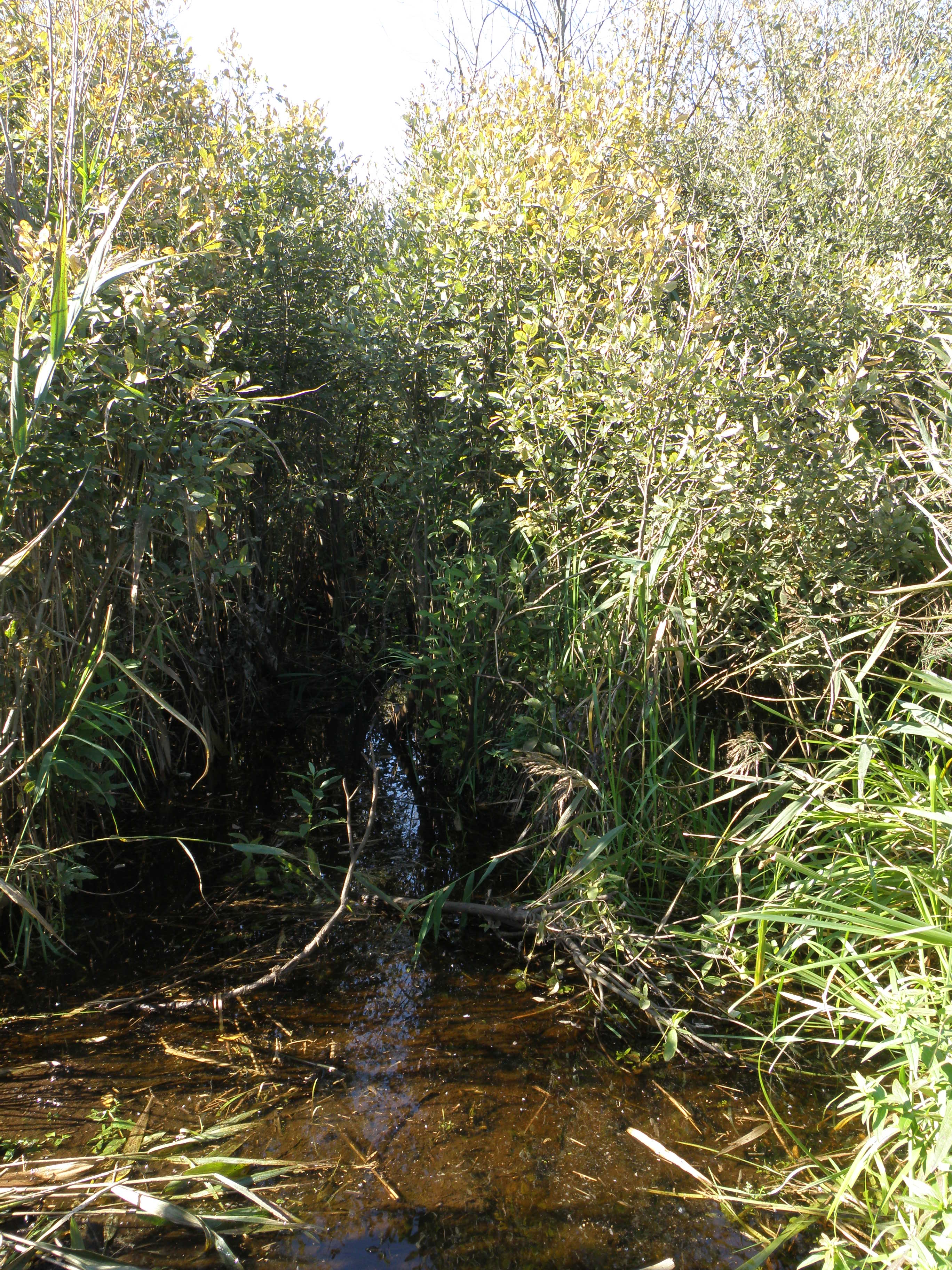
Протока в пойме реки Поль (на северной границе парка)

Территория парка целиком относится к бассейну реки Оки. Основные реки — Бужа (около 80 км в пределах парка) и её левый приток Поль (45 км). Густота речной сети 0,22 км/кв. км. Средний модуль стока колеблется от 0,7 до 3,5 л/сек. км². Подземный сток оценивается в 2—2,5 л/сек. км². Тип питания смешанный. Реки Бужа и Поль в среднем течении сильно меандрируют, их средняя ширина русла 10—15 м, в нижнем 15—20 м, глубина 1—1,5 м, часто встречаются старичные озёра.
В юго-западной части парка Бужа впадает в озеро Святое, самое северное из системы Клепиковских озёр в верховьях Пры. Площадь озера 500 га, из которых 200 га входят в границы парка. Озеро Святое мелководное (1—1,5 м), водно-ледникового происхождения, сильно заросшее, с песчаными, местами оторфоваными берегами. Другие озера небольшие по площади, мелководны, водно-ледникового происхождения и старичные в долинах рек. В полукилометре на восток от Святого находится небольшое термокарстовое озеро Глухое с глубиной более 15 м. Общая площадь озёр в парке достигает 600 га.
В Бужу также впадают реки Таса и Караслица (протекающая через озеро Спуднинское), к бассейну Пры также относится Посерда (Сорока). Юго-восток парка относится к бассейну реки Гусь, здесь находятся верховья рек Шуровка, Пынсур и других.
В питании рек значительную роль играют болота. Реки, как правило, текут в слабо выраженных долинах, берега часто заболочены и оторфованы. Многие реки канализированы мелиоративными канавами. Режим рек характеризуется весенним половодьем, летней меженью, подъёмом уровня после ливневых дождей, повышением стока осенью и низкой зимней меженью. Половодье растянуто во времени: конец марта — конец апреля, подъёмы уровня воды до 3 м. Ледостав в среднем начинается 15—20 ноября, средняя продолжительность ледостава 100—150 дней, максимальная — 175 дней. Толщина льда колеблется от 20 до 60 см.

### Почвы
Почвенный покров Мещёрской низменности отличается большим своеобразием.
Песчаные отложения послужили основой для формирования дерново-подзолистых почв. Благодаря плоскому пониженному рельефу, большое распространение получили переувлажнённые и болотные почвы. В Мещёре представлены также подзолистые почвы, характерные для подзон северной и средней тайги. 

## Биологические виды

### Зарегистрированные виды
- грибы — 24
- лишайники — 23
- мхи — 43
- Плауновидные — 4
- папоротниковидные — 11
- голосеменные — 3
- покрытосеменные — 661
- рыбы — 30
- земноводные — 10
- пресмыкающиеся — 5
- птицы — 186
- млекопитающие — 42

### Флора и растительность
По ботанико-географическому районированию территория парка расположена на стыке Североевропейской таёжной провинции Евразийской таёжной области и Восточноевропейской провинции Европейской широколиственной области. Вследствие пограничного характера территории в растительном покрове парка прослеживаются черты южной тайги, хвойно-широколиственных и широколиственных лесов. Благодаря пограничному ботанико-географическому положению и местным особенностям региона его флористическое разнообразие очень богато. В местной флоре весомо участие таёжных видов, растений хвойно-широколиственных и широколиственных лесов, болот различных типов и даже элементов степной флоры.
В целом флора бореально-умеренная. В составе флоры преобладают виды циркумполярного, голарктического и европейского бореального распространения.
В большей степени представлены виды растений семейств Астровые, Злаки, Осоковые, Розовые, Капустные, Бобовые, Гвоздичные,  Норичниковые и Лютиковые. Важную роль играют элементы европейского неморального комплекса широколиственных лесов. Лесостепные и степные элементы, напротив, многочисленны, но их роль в сложении растительного покрова мала. Больше всего лесных видов, за ними идут сорно-рудеральные, затем луговые, болотные, поляно-опушечные, водные и прибрежные.
Подавляющее большинство видов флоры — травянистые растения, среди них преобладают многолетники. Многочисленны однолетние растения. Число древесно-кустарниковых и кустарничковых видов невелико — около 70 видов.
Леса составляют бо́льшую часть территории парка (лесистость около 70 %). Преобладают сосняки и производные от них березняки. Большая часть лесопокрытых земель занята хвойными породами — 60 %; из них сосной обыкновенной — 59 %. На долю ельников (ель обыкновенная) приходится около 1 %. Сосняки занимают различные местообитания, от сухих (сосняки беломошники) до переувлажнённых (сосняки — сфагновые с багульником). Мелколиственные леса почти всегда вторичны и производны, занимают 40 % покрытых лесом земель. Особо распространены березняки (берёза пушистая, берёза повислая, или бородавчатая) — 36 %. Осиновые леса распространены значительно меньше — 2 %. Чёрноольшанники располагаются в долинах рек, понижениях и занимают 2 % покрытых лесом земель. Широколиственные леса из дуба черешчатого занимают незначительные площади (около 100 га) и представлены в основном дубравами в речных долинах. Смешанные хвойно-широколиственные леса (зональный тип растительности — конечная стадия сукцессии) встречаются несколько чаще, но тоже не покрывают больших площадей, занимая подчинённое положение в растительном покрове. На территории парка распространены черничная и брусничная группы типов леса, занимающие соответственно 43 % и 21 % площади лесонасаждений.
В сухих светлых местах встречаются заросли малины и обширные куртины земляники, на болотах — клюквенники. Обширные площади (около 5 тысяч га) заняты болотами с присущей им растительностью.

### Фауна
В фаунистическом отношении Мещёрская низменность существенно не выделяется среди других природных районов Средней России. В составе фауны птиц и млекопитающих, а также остальных групп животных, преобладают виды европейского происхождения. Таёжные формы занимают подчинённое положение. Выдающееся значение Мещёры в целом и парка в частности для сохранения животного мира определяется не её фаунистическим своеобразием, а тем, что здесь очень полно представлен весь комплекс местообитаний подзоны европейских хвойно-широколиственных лесов.
Лесные массивы в сочетании с болотами образуют обширный по площади лесоболотный комплекс, который поддерживает очаги сохранения целого ряда видов крупных млекопитающих, а также птиц, нуждающихся в обширных индивидуальных участках.
Обилием лесных зверей и птиц эта территория славилась издавна, о чём свидетельствуют дарственные грамоты рязанских князей местным монастырям. Зверовой промысел, охота на птиц и рыбная ловля наряду с бортничеством относились к традиционным формам природопользования в Мещёре.
Фауна и животное население несут черты сильного антропогенного влияния. Наиболее многочисленны — заяц-беляк, белка, лисица; обычный лось, кабан, бобр, енотовидная собака, американская норка, ласка, горностай, волк, куница лесная, барсук; изредка встречаются — заяц-русак, лесной хорь, выдра. Отмечены следы захода бурого медведя, и обитания эндемика восточноевропейской фауны — русской выхухоли. Среди птиц довольно обычны: серый журавль, глухарь, тетерев, рябчик, болотный лунь, кобчик, коростель. Редки — белый аист, серая цапля, выпь, свиязь, серая куропатка, большой веретенник, кроншнеп, дятлы — зелёный, серый, трёхпалый, белоспинный, серый сорокопут и др. На территории парка обитают шесть видов пресмыкающихся — медянка, гадюка обыкновенная, уж обыкновенный, веретеница ломкая, ящерица живородящая, ящерица прыткая. Земноводные представлены следующими видами: краснобрюхой жерлянкой, чесночницей, зелёной и серой жабами, лягушками (остромордой, травяной, прудовой, озерной), гребенчатым и обыкновенным тритонами. Среди рыб обычны — обыкновенный вьюн, обыкновенная плотва, окунь, щука, карась, ротан-головешка (вселенец). Редки — синец, белоглазка.
На территории парка зарегистрировано около 520 видов чешуекрылых, 149 вида долгоносикообразных жуков.

## Виды, включённые в Красную книгу РФ

### Покрытосеменные
- Neottianthe cucullata (L.) Schltr. — Гнездоцветка клобучковая
- Orchis baltica Klinge — Ятрышник балтийский

### Птицы
- Беркут (Aquila chrysaetos)
- Большой кроншнеп (Numenius arquata)
- Большой подорлик (Aquila clanga)
- Змееяд (Circaetus gallicus)
- Кулик-сорока (Haematopus ostralegus)
- Малая крачка (Sterna albifrons)
- Обыкновенный серый сорокопут (Lanius excubitor excubitor)
- Орлан-белохвост (Haliaeetus albicilla)
- Пискулька (Anser erythropus)
- Сапсан (Falco peregrinus)
- Скопа (Pandion haliaetus)
- Среднерусская белая куропатка (Lagopus lagopus rossicus)
- Филин (Bubo bubo)
- Чёрный аист (Ciconia nigra)

### Млекопитающие
- Гигантская вечерница (Nyctalus lasiopterus)
- Русская выхухоль (Desmana moschata)